# 岡本工作機械製作所
株式会社岡本工作機械製作所（おかもとこうさくきかいせいさくしょ）は、群馬県安中市に本社を置く研削盤を主とした工作機械、半導体関連装置を製造する工作機械メーカーである。ブランド「GRIND-X」にて各種研削盤、半導体製造装置の製造・販売を行う。JPX日経中小型株指数の構成銘柄の一つ。

## 沿革
- 1926年 - 岡本専用工作機械製作所創業。
- 1935年 - 株式会社岡本工作機械製作所設立。
- 1963年 - 東京証券取引所2部上場。

## 主力商品
- 平面研削盤
- 成型研削盤
- 内面研削盤
- 円筒研削盤
- 超精密マイクロプロファイル研削盤
- シリコンウェハーグラインダー
- シリコンウェハースライサー

## 製造拠点
- 日本の主力工場は群馬県安中市にある、本社・安中工場。
- 日本国外はオカモトタイ、オカモトシンガポールが主要製造拠点。

## 関連会社
- 岡本工機株式会社
- 技研株式会社
- Okamoto Corporation （米国）
- Okamoto (Singapore) Pte, Ltd. （シンガポール）
- Okamoto (Thai) Company Ltd. （タイ）
- Okamoto Machine Tool Europe GmbH （ドイツ）